# 皮克利瑟姆
皮克利瑟姆是德国莱茵兰-普法尔茨州的一个市镇。总面积5.76平方公里，总人口272人，其中男性140人，女性132人（2011年12月31日），人口密度47人/平方公里。